# Kristoffer Nyrop
Kristoffer Nyrop (* 11. Januar 1858 in Kopenhagen; † 13. April 1931 ebenda) war ein dänischer Romanist.

## Leben und Werk
Nyrop studierte in Kopenhagen und Paris (bei Paul Meyer und Gaston Paris) und bereiste die Schweiz, Frankreich und Italien. 1878 publizierte er im Alter von 20 Jahren seinen ersten wissenschaftlichen Aufsatz. 1886 promovierte er bei Vilhelm Thomsen über Adjektivernes Kønsbøjning i de romanske Sprog und war von 1894 bis 1928 als Nachfolger von Johannes Thor Sundby (1830–1894) Professor für französische Sprache und Literatur an der Universität Kopenhagen. 
Er erblindete 1905, arbeitete aber mit einem Stab von Helfern wissenschaftlich weiter. 
Nyrop war ab 1920 ausländisches Mitglied der Académie des Inscriptions et Belles-Lettres und ab 1919 der belgischen Akademie der Wissenschaften.
Neben seinen wissenschaftlichen Arbeiten publizierte er engagierte Stellungnahmen zu Zeitfragen, z. B. in Politiken am 21. Februar 1915 ff., zur Kontroverse zwischen Joseph Bédier und Karl Larsen bezüglich Bédiers Les crimes allemands d'après des témoignages allemands. Paris 1915.

## Veröffentlichungen
Nyrops bedeutendstes Werk ist die sechsbändige historische Grammatik der französischen Sprache:
- Grammaire historique de la langue française. 6 Bde., Kopenhagen, Leipzig, Paris 1899–1930 (Nachdruck Genf 1979)

1. Histoire générale de la langue française. Phonétique historique (1899)
2. Morphologie (1903)
3. Formation des mots (1908)
4. Sémantique (1913)
5. Syntaxe. Noms et pronoms (1925)
6. Syntaxe. Particules et verbes (1930)

Weitere Werke:
- Zur rumänischen Lautgeschichte, in: Nordisk Tidskrift for Filologi, 1878, S. 72–78
- (Hrsg. zusammen mit Emile Picot [1844–1918]) Nouveau recueil de farces françaises des XVe et XVIe siècles, Paris 1880, Genf 1968
- Sprogets vilde skud. Populære strøbemærkninger om misforståede ord i daglig tale, Kopenhagen 1882
- Den oldfranske Heltedigtning, Kopenhagen 1883 (italienisch : Storia dell'epopea francese nel medio evo, Florenz 1886, Turin 1888)
- Romanske mosaiker. Kulturbilleder fra Rumænien og Provence, Kopenhagen 1885
- Adjectivernes Konsbøjning i de romanske Sprog, med en indledning om lydlov og analogi, Kopenhagen 1886
- Kortfattet spansk Grammatik, Kopenhagen 1889, 1894
- Nej. Et motivs historie, Kopenhagen 1891
- En teaterforestilling i middelalderen, Kopenhagen 1892
- (Hrsg.) Bernhard Severin Ingemann, Holger Danske. Et Digt i fem Sangkredse med oplysninger, Kopenhagen 1893
- Kortfattet fransk lydlære til brug for laerere og studerende, Kopenhagen 1893 (französisch: Manuel phonétique du français parlé, Kopenhagen 1902, 5. Auflage 1934; englisch: Spoken French : a phonetic manual, New York 1927)
- Lærebog i det italienske Sprog, udarbejdet til Selvstudium og Undervisning, Kopenhagen 1896
- Kysset og dets historie, Kopenhagen 1897 (englisch: The kiss and its history, London 1901)
- Kortfattet italiensk Grammatik, Kopenhagen 1897
- Prose e poesie italiane scelte e annotate, Kopenhagen 1898
- Ordenes Liv, 6 Bde., Kopenhagen 1901–1934 (deutsch: Das Leben der Wörter, Leipzig 1903, 1923)
- Italien og Krigen, Kopenhagen 1905
- Gaston Paris, Kopenhagen 1906
- Den evige jøde, Kopenhagen 1907
- Fortids Sagn og Sange, Kopenhagen 1907–1909, 1933
- Fransk Verselære i Omrids, Kopenhagen 1910
- Philologie française, 2. Auflage, Kopenhagen/Paris 1915
- Frankrig, Kopenhagen 1915, 1916, 1919 (französisch: France, Paris 1916; schwedisch: Frankrike, Lund 1916; englisch: France, London 1917; niederländisch : Frankrijk. Vertaald uit het deensch met een Voorbericht van J.J. Salverda de Grave, Leiden; isländisch: Frakkland, Reykjavík 1917)
- Er Krig Kultur? Guerre et civilisation, Paris 1917 *Is war civilization?, London, New York 1917 ; schwedisch: Är krig kultur? Stockholm 1917
- L' Arrestation des professeurs belges et l'université de Gand, Lausanne/Paris 1917,
- The imprisonment of the Ghent professors, a question of might and right; my reply to the German legation in Stockholm, London New York 1917
- Die verhafteten Professoren und die Universität in Gent; eine Frage von Macht und Recht, mit Antwort an die deutsche Legation in Stockholm, Lausanne 1917
- Kongruens i fransk, Kopenhagen 1917
- Etudes de grammaire française, 7 Bde., Kopenhagen 1919–1929
- Talt og skrevet, Kopenhagen 1931
- Linguistique et histoire des mœurs. Mélanges posthumes, traduction par Emmanuel Philipot [1872–1950], Paris 1934